# Anika Metzner
Anika Metzner (* 5. Januar 2001) ist eine deutsche Fußballspielerin.

## Karriere

### Vereine
Metzner spielte 16-jährig bereits für die erste Frauenmannschaft von RB Leipzig. Zunächst kam sie von 2017 bis 2020 in der drittklassigen Regionalliga Nordost in 29 Punktspielen zum Einsatz, in denen ihr zwei Tore gelangen. Ihr Debüt im Seniorinnenbereich gab sie zum Saisonstart am 3. September 2017 bei der 0:6-Niederlage im Heimspiel gegen den Magdeburger FFC. Nach ihren ersten sieben Saisonspielen kam sie in den beiden nachfolgenden Saisonen jeweils elf Mal zum Einsatz. Ihr erstes Tor im Seniorinnenbereich erzielte sie am 25. August 2019 (2. Spieltag) beim 9:0-Sieg im Auswärtsspiel gegen den FC Erzgebirge Aue mit dem Treffer zum 8:0 in der 84. Minute. Als Meister aus dieser Spielklasse 2020 hervorgegangen, stieg sie mit ihrer Mannschaft in die Staffel Nord der 2. Bundesliga auf. In dieser Spielklasse kam sie in 45 Punktspielen zum Einsatz, größter Erfolg war der Gewinn der Meisterschaft in der Saison 2022/23, verbunden mit dem Aufstieg von RB Leipzig in die Bundesliga; ihr Vertrag wurde jedoch nicht verlängert. Vom Zweitligisten FC Carl Zeiss Jena verpflichtet, bestritt sie in der nachfolgenden Spielzeit 23 Partien und erzielte Tor. Mit Jena stieg sie zur Saison 2024/25 in die Bundesliga auf. In dieser Spielklasse debütierte sie am 31. August 2024 (1. Spieltag) bei der 0:2-Auswärtsniederlage gegen Eintracht Frankfurt mit Einwechslung für Josephine Bonsu in der 82. Minute.

### Auswahl- / Nationalmannschaft
Metzner kam als Spielerin der Auswahlmannschaft des Sächsischen Fußball-Verbandes in der Altersklasse U16 (2016 und 2017) und U18 (2016) im Turnier um den DFB-Länderpokal an der Sportschule Wedau in Duisburg in acht und vier Spielen zum Einsatz.
Für den DFB kam sie in der U16-Nationalmannschaft im Spieljahr 2017 in zehn Länderspielen zum Einsatz. Ihr Debüt als Nationalspielerin gab sie am 18. Februar in Vila Real de Santo António beim 1:0-Sieg über die U16-Nationalmannschaft Frankreichs im Rahmen des „UEFA Development Tournaments“. 

## Erfolge
- Meister 2. Bundesliga: 2023 (mit RB Leipzig)
- Meister Regionalliga Nordost: 2020 (mit RB Leipzig)